# Alte Kameraden

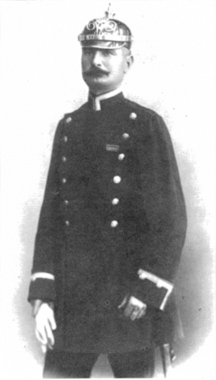
Carl Teike.

Alte Kameraden (Viejos Camaradas) es el título de una popular marcha militar alemana. Está incluida en la compilación de marchas "Heeresmarsch" como HM II, 150.
"Alte Kameraden" fue escrita aproximadamente en 1889 en Ulm, Imperio alemán, por Carl Teike, un compositor de música militar. Luego de presentársela a su superior, se afirma que este le dijo: "Ya tenemos suficientes marchas, arrójela al fuego!"
La marcha no fue quemada, sino que se convirtió en una de las marchas militares alemanas más tocadas. Continúa siendo una marcha muy popular a través del tiempo e internacionalmente (fue una de las piezas seleccionadas para la coronación de Jorge VI del Reino Unido, en 1937), tanto como en Alemania, donde siguió tocándose luego de la Segunda Guerra Mundial cuando mucha música de ese estilo se tocaba o se veía con cierto disgusto.
Actualmente es la marcha de presentación de la Fuerza Aérea de Chile y la marcha oficial de la Escuela de Especialidades Sargento 1.º Adolfo Menadier Rojas, así como la marcha con la que juran bandera los aspirantes de primero de la Escuela Naval Militar de España, así como también de la Fuerza Aérea Boliviana (FAB)

## Letra
| Alte Kameraden auf dem Marsch durchs Land Halten Freundschaft felsenfest und treu. Ob in Not oder in Gefahr, Stets zusammen halten sie auf’s neu.                                                         | Viejos camaradas en la marcha por el país mantienen leal y familiar amistad. tanto en la necesidad como en el peligro siempre manteniéndose juntos.                                   |
| Zur Attacke geht es Schlag auf Schlag, Ruhm und Ehr soll bringen uns der Sieg, Los, Kameraden, frisch wird geladen, Das ist unsere Marschmusik.                                                           | El ataque pasa en rápida sucesión, gloria y honor para darnos la victoria. Vamos, camaradas, está recién creada, ésta es nuestra canción de marcha.                                   |
| Nach dem Kampfe geht das ganze Regiment Ins Quartier ins nächste Dorfhauselement Und beim Wirte das Geflirte Mit den Mädels und des Wirtes Töchterlein.                                                   | Después de la batalla, el Regimiento va al acantonamiento en la próxima casa de la aldea. Y cuando los anfitriones coquetean con las chicas y la hija del dueño.                      |
| Lachen scherzen, lachen scherzen, heute ist ja heut' Morgen ist das ganze Regiment wer weiß wie weit. Das, Kameraden, ist des Kriegers bitt'res Los, Darum nehmt das Glas zur Hand und wir sagen "Prost". | Riendo y bromeando, bromeando, riendo, sí, hoy es hoy mañana el Regimiento entero, quién sabe cuán lejos. Eso, camaradas, es la vida del guerrero Así que toma la copa y di "¡Salud!" |
| Alter Wein gibt Mut und Kraft, In dem steckt der wahre Lebenssaft. Und das alte Herz bleibt jung Und gewaltig die Erinnerung.                                                                             | El vino viejo da fuerza y coraje, en lo que descansa la verdadera alma. Y este viejo corazón permanece joven y con poderosos recuerdos.                                               |
| Ob in Freude, ob in Not, Bleiben wir getreu bis in den Tod. Trinket aus und schenket ein Und laßt uns alte Kameraden sein.                                                                                | Ya sea en la alegría, ya sea en la necesidad, nos mantendremos fieles hasta la muerte. Beber de uno y conceder y seamos viejos camaradas.                                             |

## Literatura
- Karl Anton Döll: Alte Kameraden, 1961

## Filme
- Aces High (1976) - Esta marcha se escucha en la secuencia de apertura.
- El sustituto (2021) - Película de don Óscar Aibar con Vicky Luengo y Ricardo Gómez; esta marcha se escucha en una fiesta nazi en Valencia en 1982.

## Radio
- The Goon Show (BBC Home Service 1951 to 1960). Una versión truncada y cómica era reproducida al final de cada episodio

## TV
- Canal 7 (Tailandia) - Esta marcha se usó como cortina musical en la apertura del programa Royal Thai news en la emisión de las 8.00pm (1980-2004).

## Fuente
- Esta obra contiene una traducción  derivada de «Alte Kameraden» de Wikipedia en inglés, concretamente de esta versión, publicada por sus editores bajo la Licencia de documentación libre de GNU y la Licencia Creative Commons Atribución-CompartirIgual 4.0 Internacional.